# الطريق الجهوية رقم 31 (تونس)
الطريق الجهوية رقم 31 أو ط ج 31 طريق ثانوية تونسية تصل بين مدينة باردو والطريق الوطنية رقم 8.